# Batrachyla taeniata
A Batrachyla taeniata a kétéltűek (Amphibia) osztályába, a békák (Anura) rendjébe és a Batrachylidae családjába tartozó faj.

## Előfordulása
A faj Chilében és  Argentínában honos. Természetes élőhelye a szubantarktikus erdők, mérsékelt égövi erdők, mérsékelt égövi bozótosok, rétek, mocsarak, időszakos mocsarak, legelők, kertek. A fajt élőhelyének elvesztése fenyegeti.